# Jörgen Sundqvist
Nils Jörgen Sundqvist (Arvidsjaur, 1º maggio 1962) è un ex sciatore alpino svedese, vincitore della Nor-Am Cup nel 1983.

## Biografia
Specialista delle prove tecniche, Sundqvist nella stagione 1982-1983 vinse sia la Nor-Am Cup generale sia la classifica di slalom speciale e fu 2º in quella di slalom gigante; in Coppa del Mondo ottenne il primo risultato di rilievo il 26 febbraio 1983 sulle nevi di casa di Gällivare giungendo 11º in slalom gigante e il 23 gennaio 1984 a Kirchberg in Tirol conquistò l'unico podio in carriera, piazzandosi 3º nella medesima specialità alle spalle di Ingemar Stenmark e di Marc Girardelli.
Ai XIV Giochi olimpici invernali di Sarajevo 1984, sua prima presenza olimpica, non completò lo slalom gigante, mentre a quelli di Calgary 1988, sua ultima presenza olimpica, si classificò 22º nella medesima specialità; ottenne l'ultimo piazzamento della sua attività agonistica chiudendo al 6º posto lo slalom speciale di Coppa del Mondo disputato il 19 marzo 1988 a Åre e in seguito partecipò al circuito professionistico nordamericano (Pro Tour). Non ottenne piazzamenti ai Campionati mondiali.

## Palmarès

### Coppa del Mondo
- Miglior piazzamento in classifica generale: 51º nel 1986
- 1 podio (in slalom gigante):
  - 1 terzo posto

### Nor-Am Cup
- Vincitore della Nor-Am Cup nel 1983[1]
- Vincitore della classifica di slalom speciale nel 1983[2]

### Campionati svedesi
- 4 ori (slalom gigante nel 1984; slalom gigante, slalom speciale nel 1986; slalom speciale nel 1988)[3]